# Чхоллі чансон

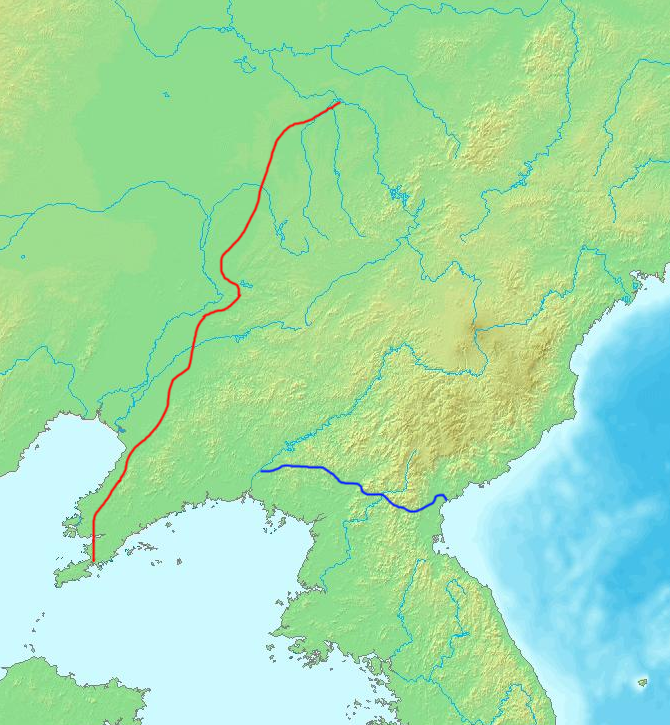
Червоним позначено стіну, зведену Когурьо, синім — Корьо

Чхоллі чансон (кор. 천리장성, 千里長城, Cheolli Jangseong, Ch'ŏlli Changsŏng, «Стіна довжиною в тисячу лі») — середньовічний комплекс оборонних споруд на північних і північно-західних кордонах північнокорейських держав.

## Когурьо
Династія Тан, яку було засновано в Китаї на початку VII століття, невдовзі почала виявляти активність на кордонах із сусіднім Когурьо. Для захисту від можливого вторгнення тамтешня влада 631 року почала спорудження серії укріплених пунктів уздовж річки Ляохе. Будівництво було завершено 647 року. Генерал Йон Кесомун, який керував роботами зі зведення стіни, 642 року повалив вана Йонню й посадив на престол його племінника Поджана, зосередивши в своїх руках реальну владу в країні.
Зведена Йон Кесомуном мережа укріплень простягнулась приблизно на 1000 км Маньчжурією від сучасного повіту Нунань до сучасного району Цзіньчжоу. Та оборонна лінія відіграла свою роль під час війн Когурьо з імперією Тан.

## Корьо
1033 року ван Токчон наказав збудувати вздовж північного кордону Корьо кам'яну стіну, щоб з'єднати між собою лінію фортець, зведених за правління Хьонджона. Будівництво стіни було завершено 1044 року. Головним її призначенням був захист країни від нападів киданів і чжурчженів.
Рештки тієї стіни нині можна побачити в північнокорейських повітах Ийджу (Північна провінція Пхьонан) та Чонпхьон (Південна провінція Хамгьон).